# Drosanthemum deciduum
Drosanthemum deciduum là một loài thực vật có hoa trong họ Phiên hạnh. Loài này được H.E.K.Hartmann & Bruckm. mô tả khoa học đầu tiên năm 2000.